# Drepanulatrix indurata
Drepanulatrix indurata är en fjärilsart som beskrevs av Dyar 1908. Drepanulatrix indurata ingår i släktet Drepanulatrix och familjen mätare. Inga underarter finns listade i Catalogue of Life.